# Lis Leon
Lis Leon – polski serial animowany z 1981–1993, emitowany w TVP1 w paśmie Wieczorynki i Dobranocki.

## Twórcy
- Scenariusz: Krzysztof Kowalski
- Produkcja: Studio Filmów Rysunkowych (Bielsko-Biała)

## Spis odcinków

### Seria 1 (1981-1984)
1. Szybowce
2. Lot lisa
3. Tort
4. Wilki morskie
5. Wędkarstwo
6. Wyścig na torze
7. Największe marzenie
8. Gwiazdka lisa Leona
9. Koszmarna noc
10. Poszukiwacze złota
11. Balon
12. Na plaży
13. Remont

### Seria 2 (1992-1993)
1. Napad na bank
2. Duchy
3. Dawno, dawno temu...
4. Złoto pustyni
5. Serce i szpada
6. Kosmos 2000
7. W samo południe do Yumy